# 英国铁路先进客运动车组实验型
英国铁路实验型先进客运动车组（英文原名：British Rail APT-E，英文全稱：Advanced Passenger Train Experimental，中文又称：实验型高级客运列车）是英國鐵路一型試驗型动力分散式擺式客運動車組，使用燃氣輪機動力。僅製造一組。該型动车组为4节编组，头尾两节动车（编号為PC1、PC2），中间两节拖车（编号為TC1、TC2）。每節動車安裝有四臺利蘭2S/350燃氣渦輪發動機和一臺輔助供電引擎。每臺燃氣渦輪發動機初期功率為300馬力，後期升級至330馬力。 兩端頭部的轉向架則安裝有英国通用电气公司生產的253AY型牽引電機。車體采用鋁製車體，每節車廂長21米，使用兩節車廂連接處安裝有關節式轉向架。
英国铁路实验型先进客运动车组于1972年7月25日首次上线运行，路线为德比至达菲尔德（Duffield）。但不久後英國機車工程師和司爐工會卻極力阻止該型列車的使用，因為該工會認爲英国铁路实验型先进客运动车组的一人駕駛制設計可能會導致工作崗位流失。 这使得該型動車組直到1973年8月才再次上綫運行。
英国铁路实验型先进客运动车组曾於1975年8月在大西部幹綫斯溫頓-雷丁區間達到245.1千米/小時的最高速度，打破之前英國的鐵路列車速度紀錄。 1976年1月由伦敦圣潘克拉斯车站出发经米德兰主线和Old Dalby试验线的测试中达到了231.1千米/小时的最高速度。
该型动车组仅用于内部测试使用，从未面向公众提供服务。在1976年6月测试结束后，该列车被送往位于约克的大英铁路博物馆。后又改由国立希尔登铁路博物馆收藏至今。英铁370型电力动车组亦为改型列车的衍生型号，但370型动车组采用交流25千伏50赫兹架空电缆供电。

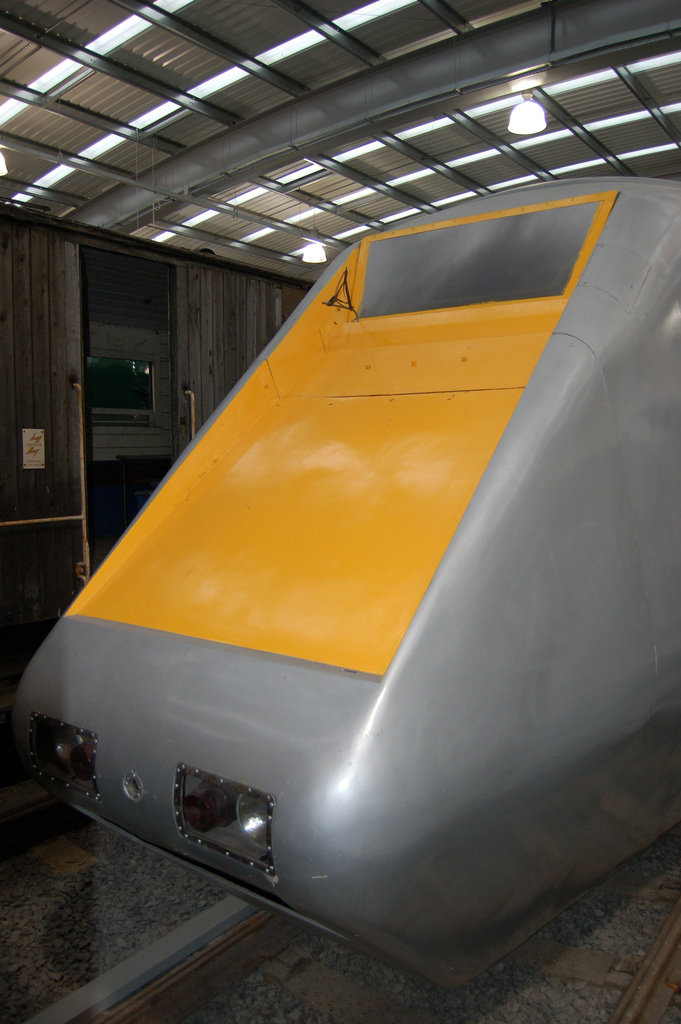
現保存于希爾登鐵路博物館的英国铁路实验型先进客运动车组

## 外部連結
- 英鐡實驗型先進客運動車組網 （页面存档备份，存于）（英语）
- Testing the 英国铁路实验型先进客运动车组 at Old Dalby and on the main line
- 希尔登铁路博物馆官网 （页面存档备份，存于）（英语）
- departmentals.com （页面存档备份，存于） (Type APT in the search box)